# Jos Hooiveld
Jos Hooiveld, född den 22 april 1983 i Zeijen, Nederländerna, är en nederländsk före detta fotbollsspelare. Hans spelposition var mittback. 

## Karriär
Hooiveld började sin proffskarriär med SC Heerenveen år 2002. Han hann med 14 matcher i den holländska ligan med den frisiska klubben, men majoriteten av matcherna i hemlandet spelade han med FC Zwolle åren 2004 och 2005.
År 2006 spelade Hooiveld i Österrike 14 matcher för Kapfenberger SV innan han flyttade till Finland. I Finland representerade han FC Inter Åbo i Tipsligan säsongerna 2007 och 2008.
Under sin tid i FC Inter spelade Hooiveld varenda ligamatch för sitt lag från början till slut och var med om att vinna finska Ligacupen och finska mästerskapet 2008. Han blev även vald till ligans bästa back bägge säsongerna, samt till ligans mest värdefulla spelare 2007.
Säsongen 2009 vann han SM-Guld och svenska cupen med AIK under sitt första år i allsvenskan. Hooiveld blev efter sin lyckade säsong nominerad i kategorin årets back på den svenska fotbollsgalan 2009, men vann gjorde Olof Mellberg.
Den 11 januari 2010 blev det klart att Hooiveld skrivit på ett 3,5 års kontrakt med Celtic FC, transfersumman var 2 miljoner pund. Efter endast två ligamatcher skadade han sig och deltog inte i någon mer match för sin nya klubb under säsongen 2009/2010. Den efterföljande säsongen hade han svårt att få speltid, och efter att ha spelat sju matcher, varav fem ligamatcher, under hösten 2010 lånades han ut till danska FC Köpenhamn under våren 2011. FCK hade option på att köpa loss honom efter lånetidens slut, men man valde att inte utnyttja denna, och Hooiveld återvände till Celtic.
Den 10 juli 2015 presenterades Hooiveld återigen för AIK.
I januari 2017 värvades Hooiveld av Twente, där han skrev på ett 1,5-årskontrakt. I juni 2018 skrev Hooiveld på för amerikanska Orange County SC. Den 30 december 2018 meddelade Jos Hooiveld att han avslutade sin fotbollskarriär.

## Meriter

### FC Köpenhamn
- Superligaen: 2010/2011

### AIK
- SM-Guld 2009
- Svenska Cupmästare 2009

### FC Inter Åbo
- FM-guld 2008
- Vinnare av finska Ligacupen 2008

### Individuella
- Nominerad årets back i Allsvenskan 2009
- Årets back i Tipsligan 2007 & 2008
- Tipsligans mest värdefulla spelare 2007